# Wormaldia corvina
Wormaldia corvina là một loài Trichoptera trong họ Philopotamidae. Chúng phân bố ở miền Cổ bắc.